# Женская сборная Камбоджи по волейболу
Женская национальная сборная Камбоджи по волейболу (кхмер. ក្រុមបាល់ទះនារីជម្រើសជាតិកម្ពុជា។, англ. Cambodia women's national volleyball team) — представляет Камбоджу на международных волейбольных соревнованиях. Управляющей организацией выступает Федерация волейбола Камбоджи.

## История
Федерация волейбола Камбоджи с 1968 года является членом ФИВБ и АКВ.
Впервые женская сборная Камбоджи (в 1970—1975 — Кхмерская Республика) была сформирована в 1970 году для участия в Азиатских играх, проходивших в Таиланде. На них камбоджийские волейболистки неожиданно взяли «бронзу», одержав 5 побед — над сборными Тайваня, Филиппин, Таиланда, Ирана и Индонезии и уступив только безусловным фаворитам соревнований — командам Японии и Южной Кореи. В 1973 году на Играх полуострова Юго-Восточной Азии (с 1977 — Игры Юго-Восточной Азии) сборная Кхмерской Республики уже ожидаемо заняла первое место. После этого на протяжении почти полувека женская сборная Камбоджи не формировалась из-за перманентного политического и финансового кризиса в стране, приведшего к упадку спорта в целом и волейбола в частности, хотя мужская сборная Камбоджи периодически принимала участие в Играх Юго-Восточной Азии, а с 2011 — на постоянной основе.
В 2021 году руководством Федерации волейбола Камбоджи было объявлено о воссоздании женской волейбольной сборной страны для предстоящего в 2023 участия в домашних Играх Юго-Восточной Азии. На самих же Играх камбоджийские волейболистки разгромно проиграли все три матча группового этапа сборным Филиппин, Сингапура и Вьетнама, не сумев ни в одной из 9 проведённых партий набрать более 15 очков (а в матчах против Филиппин и Вьетнама выигрывали не более 7 очков за сет). От участия в плей-офф за 5—8-е места команда Камбоджи отказалась и заняла итоговое 8-е (последнее) место.

## Результаты выступлений и составы

### Азиатские игры
Сборная Камбоджи участвовала только в одних Азиатских играх.
- 1970 —  3-е место

- 1970: Чан Леанг Чив, Чан Чан, Чук Ванна, Эап Соданеп, Пао Ёын, Тен Сем, Теп Ким Хенг, Вор Онн, ...

### Игры полуострова Юго-Восточной Азии
- 1973 —  1-е место

### Игры Юго-Восточной Азии
- 2023 — 8-е место

## Состав
Сборная Камбоджи на Играх Юго-Восточной Азии 2023
| №  | Имя, фамилия    | Год рождения | Рост | Амплуа      |
| -- | --------------- | ------------ | ---- | ----------- |
| 4  | Моын Данет      | 2003         | 170  | нападающая  |
| 6  | Хом Рави        | 1999         | 173  | связующая   |
| 9  | Нет Тидаджоанни | 2002         |      | либеро      |
| 13 | Пхай Макара     | 2004         | 171  | нападающая  |
| 17 | Ким Макара      | 2003         | 168  | либеро      |
| 18 | Ан Срейпхеа     | 1997         | 188  | центральная |
| 19 | Соы Молика      | 2000         | 175  | центральная |
|    | Чороун Срейна   | 2004         | 168  | связующая   |
|    | Рорун Сотян     | 1999         | 171  | нападающая  |
|    | Чоын Паолак     | 2002         | 170  | нападающая  |
|    | Чын Тхеара      | 2002         | 172  | нападающая  |
|    | Уй Сопхеави     | 2006         | 170  | нападающая  |
|    | Ванн Борей      | 2006         | 183  | центральная |
|    | Ви Синыт        | 2001         | 170  | центральная |